# ترک‌های کرواسی
ترک‌های کرواسی (کرواتی: Turci u Hrvatskoj) (ترکی استانبولی: Hırvatistan Türkleri) یکی از ۲۲ گروه قومیتی شناخته‌شده در کرواسی هستند. بنابر سرشماری سال ۲۰۱۱، ۳۶۷ ترک در کرواسی زندگی می‌کردند که بیشتر آن‌ها در شهرستان پریموری-گورسکی و شهر زاگرب بودند.
ترک‌ها تقریبا ۰٬۰۰۱٪ از کل جمعیت را تشکیل می‌دهند. بیشتر ترک‌های کروات سنی هستند.